# Frank Dawson Adams
Frank Dawson Adams (* 17. September 1859 in Montreal; † 26. Dezember 1942 ebenda) war ein kanadischer Geologe.

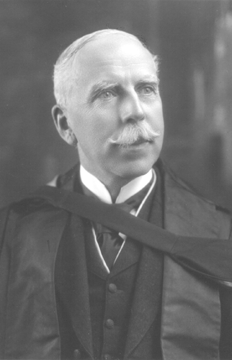
Frank Dawson Adams (1859–1942)

Adams ging in Montreal zur Schule und studierte an der McGill University Geologie bei John William Dawson und Bernard Harrington. 1878 machte er seinen Abschluss in Angewandten Wissenschaften und setzte sein Studium an der Yale University fort, wo er Französisch, Deutsch und Mineralogie studierte, Letzteres beim Petrologen George Wessel Hawes (1848–1882), einem Schüler von Karl Heinrich (Harry) Rosenbusch. 1880 bis 1889 war er beim Geological Survey of Canada als Chemiker und Petrologe angestellt. Dabei verbrachte er auch ein Studienjahr bei Harry Rosenbusch in Heidelberg, wo er auch 1892 promoviert wurde. 1884 erwarb er einen Master-Abschluss an der McGill University. Ab 1989 war er Lecturer und ab 1892 war er Logan Professor für Geologie an der McGill University. 1905 bis 1919 war er dort Dekan für Angewandte Wissenschaften und 1922 emeritierte er. Er war aber weiter als Geologe aktiv und erstellte die erste geologische Karte von Ceylon. 1913 war er Präsident des Internationalen Geologenkongresses in Toronto.
Die bei Harry Rosenbusch in Heidelberg gelernten mikroskopischen petrologischen Techniken wandte er in Kanada an und gilt dort als Begründer moderner Techniken in der Petrologie magmatischer und metamorpher Gesteine. Bekannt wurde er für experimentelle Arbeiten über das Fließen metamorpher Gesteine bei hohem Druck. Seine Pionierarbeiten auf diesem Gebiet wurden später in Harvard und an der Carnegie Institution in Washington, D.C. fortgesetzt. Er schrieb auch ein Buch über die Geschichte der Geologie.
1939 erhielt er die Wollaston-Medaille. 1917 war er Präsident der Geological Society of America. 1896 wurde er Fellow der Royal Society of Canada und 1907 wurde er Fellow der Royal Society. 1917 wurde er Mitglied der American Academy of Arts and Sciences, 1920 der National Academy of Sciences. Ein Gebäude der McGill University ist nach ihm benannt.
Am 20. Mai 1943 ehrte die kanadische Regierung, vertreten durch den für das Historic Sites and Monuments Board of Canada zuständigen Minister, Adams und erklärte ihn zu einer „Person von nationaler historischer Bedeutung“.